# Польща на зимових Олімпійських іграх 1952
Польща на зимових Олімпійських іграх 1952 року, які проходили у норвезькому місті Осло, була представлена 30 спортсменами (27 чоловіками та 3 жінками) у 4 видах спорту. Прапороносцем на церемонії відкриття Олімпійських ігор був стрибун з трампліна Станіслав Марусаж. Польські спортсмени не здобули жодної медалі.

## Гірськолижний спорт
| Спортсмен            | Змагання                     | Спуск 1 | Спуск 1 | Спуск 2           | Спуск 2    | Разом             | Разом      |
| Спортсмен            | Змагання                     | Час     | Місце   | Час               | Місце      | Час               | Місце      |
| -------------------- | ---------------------------- | ------- | ------- | ----------------- | ---------- | ----------------- | ---------- |
| Юзеф Марусаж         | швидкісний спуск, чоловіки   |         |         |                   |            | 2:58.7            | 43         |
| Анджей Чарняк        | швидкісний спуск, чоловіки   |         |         |                   |            | 2:56.4            | 42         |
| Стефан Дзєдзіц       | швидкісний спуск, чоловіки   |         |         |                   |            | 2:49.4            | 29         |
| Анджей Гонсеніца Рой | швидкісний спуск, чоловіки   |         |         |                   |            | 2:44.3            | 22         |
| Юзеф Марусаж         | гігантський слалом, чоловіки |         |         |                   |            | 2:55.5            | 48         |
| Анджей Гонсеніца Рой | гігантський слалом, чоловіки |         |         |                   |            | 2:52.2            | 41         |
| Ян Плонка            | гігантський слалом, чоловіки |         |         |                   |            | 2:51.5            | 39         |
| Стефан Дзєдзіц       | гігантський слалом, чоловіки |         |         |                   |            | 2:50.3            | 38         |
| Стефан Дзєдзіц       | слалом, чоловіки             | 1:25.1  | 71      | не пройшов        | не пройшов | не пройшов        | не пройшов |
| Ян Плонка            | слалом, чоловіки             | 1:16.6  | 57      | не пройшов        | не пройшов | не пройшов        | не пройшов |
| Анджей Гонсеніца Рой | слалом, чоловіки             | 1:06.1  | 28 Q    | 1:23.5            | 28         | 2:29.6            | 28         |
| Ян Гонсеніца Цяптак  | слалом, чоловіки             | 1:05.2  | 26 Q    | дискваліфікований | –          | дискваліфікований | –          |
| Тереза Кодельська    | швидкісний спуск, жінки      |         |         |                   |            | дискваліфікована  | –          |
| Марія Ковальська     | швидкісний спуск, жінки      |         |         |                   |            | 2:27.4            | 34         |
| Барбара Грохольська  | швидкісний спуск, жінки      |         |         |                   |            | 1:54.1            | 13         |
| Марія Ковальська     | гігантський слалом, жінки    |         |         |                   |            | дискваліфікована  | –          |
| Барбара Грохольська  | гігантський слалом, жінки    |         |         |                   |            | дискваліфікована  | –          |
| Тереза Кодельська    | гігантський слалом, жінки    |         |         |                   |            | 2:32.6            | 34         |
| Марія Ковальська     | слалом, жінки                | 1:30.1  | 36      | 1:25.5            | 36         | 2:55.6            | 34         |
| Тереза Кодельська    | слалом, жінки                | 1:14.7  | 25      | 1:19.0            | 35         | 2:33.7            | 32         |
| Барбара Грохольська  | слалом, жінки                | 1:10.2  | 16      | 1:10.1            | 18         | 2:20.3            | 14         |

## Лижні перегони
| Дисципліна      | Спорстмени     | Дистанція | Дистанція |
| Дисципліна      | Спорстмени     | Час       | Місце     |
| --------------- | -------------- | --------- | --------- |
| 18 км, чоловіки | Тадеуш Квапень | 1'11:40   | 41        |

## Стрибки з трапліна
| Спортсмен         | Дисципліна          | Стрибок 1 | Стрибок 1 | Стрибок 2 | Стрибок 2 | Разом | Разом |
| Спортсмен         | Дисципліна          | Відстань  | Бали      | Відстань  | Бали      | Бали  | Місце |
| ----------------- | ------------------- | --------- | --------- | --------- | --------- | ----- | ----- |
| Леопольд Тайнер   | нормальний трамплін | 57.0      | 88.0      | 56.5      | 90.0      | 178.0 | 39    |
| Станіслав Марусаж | нормальний трамплін | 59.0      | 93.0      | 60.5      | 96.0      | 189.0 | 27    |
| Якуб Венгжинкевич | нормальний трамплін | 60.5      | 94.0      | 58.5      | 91.0      | 185.0 | 33    |
| Антоні Вечорек    | нормальний трамплін | 60.5      | 96.5      | 60.5      | 94.5      | 191.0 | 24    |

## Хокей
Склад команди
- Міхал Антушевич
- Генрик Бромович
- Казімеж Ходаковський
- Стефан Ксоріх
- Рудольф Чех
- Альфред Гансінець
- Ян Гампель
- Мар'ян Єжак
- Евгеніуш Левацький
- Роман Пенчек
- Гіларі Скаржиньський
- Тадеуш Швіцаж
- Станіслав Шлендак
- Здзіслав Трояновський
- Антоні Врубель
- Альфред Врубель

Підсумкова таблиця
| Команда        | Pld | W | L | T | GF | GA | Pts |
| -------------- | --- | - | - | - | -- | -- | --- |
| Канада         | 8   | 7 | 0 | 1 | 71 | 14 | 15  |
| США            | 8   | 6 | 1 | 1 | 43 | 21 | 13  |
| Швеція         | 9   | 7 | 2 | 0 | 53 | 22 | 14  |
| Чехословаччина | 9   | 6 | 3 | 0 | 50 | 23 | 12  |
| Швейцарія      | 8   | 4 | 4 | 0 | 40 | 40 | 8   |
| Польща 6th     | 8   | 2 | 5 | 1 | 21 | 56 | 5   |
| Фінляндія      | 8   | 2 | 6 | 0 | 21 | 60 | 4   |
| ФРН            | 8   | 1 | 6 | 1 | 21 | 53 | 3   |
| Норвегія       | 8   | 0 | 8 | 0 | 15 | 46 | 0   |

Результати матчів
- Чехословаччина 8-2  Польща
- Швеція 17-1  Польща
- Швейцарія 6-3  Польща
- Канада 11-0  Польща
- Польща 4-4  ФРН
- США 5-3  Польща
- Польща 4-2  Фінляндія
- Норвегія 3-4  Польща